# Lucija Larisi
Lucija Larisi, née le 5 décembre 1975 à Jesenice, est une biathlète slovène.

## Biographie
Lucija Larisi fait ses débuts dans la Coupe du monde en 1996. En 1998, après sa participation aux Jeux olympiques de Nagano, elle marque ses premiers points en Coupe du monde à Pokljuka. En 1999, sa onzième place au sprint de Val Cartier est significatif de meilleur résultat en Coupe du monde.
Aux Jeux olympiques d'hiver de 2002, elle atteint le top trente dans les trois épreuves individuelles (au mieux 25e) et se classe sixième du relais.
Aux Championnats du monde, son meilleur résultat individuel est quatorzième en 2000 et 2001.

## Palmarès

### Jeux olympiques
| Épreuve / Édition   | Individuel | Sprint | Poursuite                        | Départ en masse                  | Relais |
| Nagano 1998         | 35e        | 59e    | Épreuve inexistante à cette date | Épreuve inexistante à cette date | 9e     |
| Salt Lake City 2002 | 25e        | 26e    | 29e                              | Épreuve inexistante à cette date | 6e     |

- - : pas de participation à l'épreuve.
- : épreuve inexistante lors de cette édition.

### Championnats du monde
| Épreuve / Édition                      | Individuel                       | Sprint                           | Poursuite                        | Départ en masse                  | Relais                           | Relais mixte                     |
| Mondiaux 1997 Osrblie                  | 52e                              | 46e                              | -                                | Épreuve inexistante à cette date | 19e                              | Épreuve inexistante à cette date |
| Mondiaux 1999 Kontiolahti / Oslo       | 34e                              | 41e                              | -                                | Épreuve inexistante à cette date | 13e                              | Épreuve inexistante à cette date |
| Mondiaux 2000 Oslo-Holmenkollen/ Lahti | 31e                              | 14e                              | 27e                              | -                                | -                                | Épreuve inexistante à cette date |
| Mondiaux 2001 Pokljuka                 | 67e                              | 14e                              | 33e                              | -                                | -                                | Épreuve inexistante à cette date |
| Mondiaux 2003 Khanty-Mansiïsk          | 66e                              | 47e                              | Abandon                          | -                                | -                                | Épreuve inexistante à cette date |
| Mondiaux 2006 Pokljuka                 | Épreuve inexistante à cette date | Épreuve inexistante à cette date | Épreuve inexistante à cette date | Épreuve inexistante à cette date | Épreuve inexistante à cette date | 5e                               |

Légende :

 : épreuve inexistante

- : n'a pas participé à l'épreuve

### Coupe du monde
- Meilleur classement général : 39e en 2000.
- Meilleur résultat individuel : 11e.

#### Classements annuels
| Année | Classement général final |
| 1998  | 80e                      |
| 1999  | 42e                      |
| 2000  | 39e                      |
| 2001  | 56e                      |
| 2002  | 47e                      |
| 2003  | 62e                      |